# Alana Peraldi
Alana Peraldi (29 de julio de 1995) es una deportista neocaledonia que compitió en taekwondo. Ganó una medalla de plata en el Campeonato de Oceanía de Taekwondo de 2012 en la categoría de –67 kg.

## Palmarés internacional
| Campeonato de Oceanía | Campeonato de Oceanía  | Campeonato de Oceanía | Campeonato de Oceanía |
| Año                   | Lugar                  | Medalla               | Categoría             |
| --------------------- | ---------------------- | --------------------- | --------------------- |
| 2012                  | Gold Coast (Australia) | Medalla de plata      | –67 kg                |